# Rivière du Grand Portage Sud-Est
Pour les articles homonymes, voir Rivière du Portage.
La rivière du Grand Portage Sud-Est est un affluent de rivière du Grand Portage, coulant dans le territoire non organisé de Lac-Ashuapmushuan dans la municipalité régionale de comté (MRC) du Domaine-du-Roy, dans la région administrative de Saguenay–Lac-Saint-Jean, dans la province de Québec, au Canada.
La partie supérieure de la vallée de la rivière du Grand Portage Sud-Est est surtout desservie par la route forestière R0211 qui remonte la vallée de la rivière du Pilet. La partie inférieure est desservie indirectement par la route forestière R0204 laquelle se connecte vers le nord à la route 167,.
La foresterie (principalement la sylviculture) constitue la principale activité économique de cette vallée; les activités récréotouristiques, en second, principalement à cause de la réserve faunique Ashuapmushuan.

## Géographie
La rivière du Grand Portage Sud-Est tire sa source du lac Demers (longueur: 2,2 km; altitude: 497 m).
Cette source est située en zone montagneuse dans le territoire non organisé de Lac-Ashuapmushuan, à:
- 4,3 km à l'est de l'embouchure de la rivière du Grand Portage Sud-Est;
- 13,4 km au sud-est de l'embouchure de la rivière du Grand Portage;
- 12,4 km au sud de l'ancienne gare Frigon du chemin de fer du Canadien National;
- 24,5 km au sud-ouest du cours de la rivière Ashuapmushuan[2].

À partir de l'embouchure du lac Demers, la rivière du Grand Portage Sud-Est coule sur 6,8 km, avec une dénivellation de 117 m, entièrement en zone forestière, selon les segments suivants:
- 1,3 km d'abord vers le sud sur 0,5 km jusqu'au lac Marion; puis vers l'ouest, en traversant le lac Marion (longueur: 1,6 km; altitude: 486 m), jusqu'à son embouchure;
- 2,3 km vers l'ouest en formant des serpentins et une boucle vers le nord, jusqu'à un ruisseau (venant du sud);
- 2,6 km d'abord vers le nord-ouest, puis vers l'Ouest en dévalant la montagne, jusqu'au ruisseau Lavin (venant du sud);
- 0,6 km vers le nord, jusqu'à son embouchure[2].

La rivière du Grand Porcharge Sud-Est se déverse sur la rive sud de la rivière du Grand Portage. Cette confluence est située à:
- 11,5 km au sud-est de l'embouchure de la rivière du Grand Portage;
- 26,9 km au sud-ouest de l'embouchure de la rivière Chigoubiche;
- 79,8 km à l'ouest du centre-ville de Saint-Félicien[2].

À partir de l’embouchure de la rivière du Grand Portage Sud-Est, le courant descend successivement le cours de la rivière du Grand Portage sur 18,0 km, le cours de la rivière Chigoubiche sur 46,2 km, le cours de la rivière Ashuapmushuan sur 59,8 km, puis traverse le lac Saint-Jean vers l'est sur 41,1 km (soit sa pleine longueur), emprunte le cours de la rivière Saguenay via la Petite Décharge sur 172,3 km vers l'est jusqu'à Tadoussac où il conflue avec l’estuaire du Saint-Laurent.

## Toponymie
Le toponyme « rivière du Grand Portage Sud-Est » a été officialisé le 5 décembre 1968 à la Banque des noms de lieux de la Commission de toponymie du Québec.